# یوکاری‌تاندیر (احسانیه)
یوکاری‌تاندیر (به ترکی استانبولی: Yukarıtandır) یک منطقهٔ مسکونی در ترکیه است که در احسانیه واقع شده‌است.